# Лоренсвил (Пенсилванија)
Лоренсвил (енгл. Lawrenceville) град је у америчкој савезној држави Пенсилванија.

## Демографија
По попису из 2010. године број становника је 581, што је 46 (-7,3%) становника мање него 2000. године.
| Група             | 2000.       | 2010.       |
| Белци             | 620 (98,9%) | 565 (97,2%) |
| Афроамериканци    | 2 (0,3%)    | 3 (0,5%)    |
| Азијати           | 2 (0,3%)    | 0 (0,0%)    |
| Хиспаноамериканци | 3 (0,5%)    | 6 (1,0%)    |
| Укупно            | 627         | 581         |